# Заречье (сатрапия)

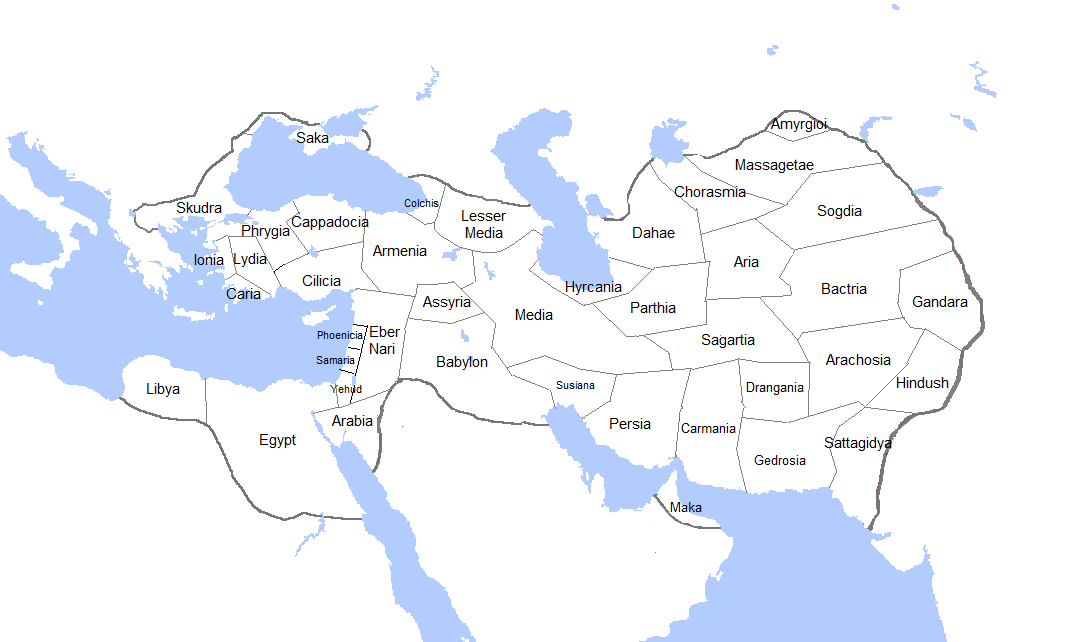
Ахеменидские провинции в эпоху правления Дария I

Заречье (аккад. 𒆳𒂊𒄵𒀀𒇉 Эбер-Нари; арам. עבר-נהרה ʕ abar naharā Abar-Nahara; ивр. עֵבֶר הַנָּהָר‎ Ēber-ha-Nāhār; др.-греч. Πέραν τοῦ ποταμοῦ; лат. Regio trans flumen) — название региона в Передней Азии, а также провинции в составе Новоассирийской, Нововавилонской и Ахеменидской империй, территория которого примерно совпадает с теперешним Левантом. Сам термин и в аккадском и в арамейском означает одно и то же — «по ту сторону потока», «за рекой» или «через реку», и подразумевает территории на западном берегу Евфрата с месопотамской и персидской точек зрения, и широко используется в библейских книгах Эздры и Неемии. В трудах современных учёных также упоминается как Трансевфра́тия или Трансевфрате́на (англ. Transeuphratia, фр. Transeuphratène), также эллинистическое Транспотамия (англ. Transpotamia).
Впервые топоним появляется в надписи ассирийского царя Асархаддона, датируемой VII веком до нашей эры. В состав Нововавилонского царства, властвовавшей над большинством территорий уничтоженного им Ассирийского царства, помимо месопотамского ядра, включали земли к западу от Евфрата, описываемые как три района — Nēberti-Purattu (Верхняя Сирия у Евфрата), Hatti ([северо-западная] Сирия), и, собственно, Eber-nāri.
В 535 году до нашей эры персидский царь Кир Великий реорганизовал большую часть земель завоёванного Нововавилонского царства в единую сатрапию «Вавилония и Заречье». Царские наместники имели резиденцию в Вавилоне, но в Заречье имелись подчинявшиеся наместникам свои областеначальники (евр. פחה пеха или паках), одним из которых был Таттенай, упомянутый в Библии и вавилонских клинописных документах. Такое деление оставалось нетронутым, по крайней мере, до 486 года до н. э. (начало правления Ксеркса), но с 450 года до н. э. «мега-сатрапия» была разделена на два меньшие — Вавилонию и, собственно, Заречье. Столицей последней был Сидон либо Дамаск. Скорее всего, это был Дамаск, о котором Страбон говорит, что он был самым славным городом Сирии во времена персидского владычества. 
Сатрапии традиционно делились на округа помельче, обычно в науке называемые провинциями, а те — на общины. В Палестине таких провинций насчитывалось пять: Иудея, Самария, Галилея, Идумея, Ашдод, а северное Заиорданье управлялось наследственными правителями из рода Тобиадов.
Западная и восточная части весьма неоднородного государства персов, разделённые рекой Евфрат, были различны у культурном и экономическом отношении: западные территории, Заречье, больше зависели от связей со Средиземноморьем, чем от глубинных областей Азии и самой Персии.
Геродотовский Пятый податной округ державы Ахеменидов («от города Посидеон (на киликийско-сирийской границе) до древнеегипетской границы») соответствовал Эбер-Нари. Он состоял из исторической Сирии, Финикии и Кипра (который также включался в состав округа). Геродот в своих описаниях не включает в список податных земель арабские племена, идентифицируемые с кедаритами, которые не платили налоги золотом, но выплачивали натуральную дань ладаном.
Некоторые указывают в качестве северной границы Аварнахары древний регион Лухути, в Библии известный как Хадрах.

## Известные правители
- Gubāru[нем.] (535—525 до н. э.)[20][21]
- Гистан в правление Дария I (521—516 до н. э.[20], как наместник двойной сатрапии Вавилон—Заречье)
  - Таттенай[англ.], областеначальник Заречья
- Huta[…], сын Pagakanna (ок. 486 до н. э.)[20]
- Аддей (Addaios) в правление Ксеркса[22]
- Мегабиз в правление Артаксеркса I (ок. 460 до н. э.)[20]
- Артифий, сын Мегабиза, вероятно наследовал отцу
- Белес I[нем.] (Белезис, Белесис) в правление Дария II и Артаксеркса II (407—401 до н. э.) Bēlšunu[21], сын Bēl-uṣuršu
- Аброком (ок. 401 до н. э.)
- Белес II[нем.] в правление Артаксеркса II и Артаксеркса III (358—338 до н. э.)[20]
- Мазей в правление Дария III (344—332 до н. э.)
- Аримма (Αρίμμας, Arimmas) или Арсам (Arsames[23]) в правление Александра Македонского